# Jill Meijer
Jill Meijer (Amsterdam, 20 mei 1996) is een Nederlandse handbalster die speelt voor KRAS/Volendam in de Eredivisie. 
Na het seizoen 2017/2018 wilde Meijer terugkeren naar de Nederlandse club VOC. Vanwege financiële eisen van zowel de EHF als TSV Bayer 04 Leverkusen, zij willen respectievelijk 3000 (internationale overschrijving) en 3500 euro (opleidingskosten) zien, heeft de overgang top op heden niet plaatsgevonden. VOC heeft laten weten de bedragen niet te willen en kunnen betalen. Meijer heeft het bedrag ook niet kunnen betalen, waarmee ze een tijd niet meer mag handballen. Na een trainingsjaar bij VOC besloot ze te gaan handballen voor KRAS/Volendam.